# Aleksandr Popov (hockeista su ghiaccio)
Aleksandr Aleksandrovič Popov (in russo Алекса́ндр Алекса́ндрович Попо́в?; Angarsk, 31 agosto 1980) è un hockeista su ghiaccio russo.

## Palmarès

### Mondiali
- 1 medaglia:
  - 1 oro (Finlandia/Svezia 2012)